# Wahlkreis Meran (Camera dei deputati)
Der Wahlkreis Meran war von 1993 bis 2005 und von 2017 bis 2020 ein Wahlkreis (italienisch collegio elettorale) für die Wahl der italienischen Abgeordnetenkammer.

## Von 1993 bis 2005

### Wahlkreisgebiet
| Wahlkreise – Camera dei deputati – Trentino-Südtirol | Wahlkreise – Camera dei deputati – Trentino-Südtirol | Wahlkreise – Camera dei deputati – Trentino-Südtirol                                                 |
| Provinz                                              | Provinz                                              | Gemeinden nach Provinzen ⮞ Wahlkreis                                                                 |
| ---------------------------------------------------- | ---------------------------------------------------- | --- |
|                                                      | Südtirol (116 Gemeinden)                             | 2 ⮞ Wahlkreis Bozen 39 ⮞ Wahlkreis Brixen 36 ⮞ Wahlkreis Eppan 39 ⮞ Wahlkreis Meran                  |
|                                                      | Trentino (223 Gemeinden)                             | 10 ⮞ Wahlkreis Trient 32 ⮞ Wahlkreis Rovereto 105 ⮞ Wahlkreis Lavis 76 ⮞ Wahlkreis Pergine Valsugana |

Der Wahlkreis umfasste 39 Gemeinden: Algund (Lagundo), Burgstall (Postal), Gargazon (Gargazzone), Glurns (Glorenza), Graun im Vinschgau (Curon Venosta), Hafling (Avelengo), Kastelbell-Tschars (Castelbello-Ciardes), Kuens (Caines), Laas (Lasa), Lana (Lana), Latsch (Laces), Laurein (Lauregno), Mals (Malles Venosta), Marling (Marlengo), Martell (Martello), Meran (Merano), Moos in Passeier (Moso in Passiria), Nals (Nalles), Naturns (Naturno), Partschins (Parcines), Plaus (Plaus), Prad am Stilfserjoch (Prato allo Stelvio), Proveis (Proves), Riffian (Rifiano), Schenna (Scena), Schlanders (Silandro), Schluderns (Sluderno), Schnals (Senales), St. Leonhard in Passeier (San Leonardo in Passiria), St. Martin in Passeier (San Martino in Passiria), St. Pankraz (San Pancrazio), Stilfs (Stelvio), Taufers im Münstertal (Tubre), Tirol (Tirolo), Tisens (Tesimo), Tscherms (Cermes), Ulten (Ultimo), Unsere Liebe Frau im Walde-St. Felix (Senale-San Felice) und Vöran (Verano).

### Wahlergebnisse

#### Parlamentswahl 1994

##### Direktstimmen
| Kandidaten               | Kandidaten               | Parteien                     | Stimmen | %    |
| ------------------------ | ------------------------ | ---------------------------- | ------- | ---- |
|                          | Karl Zellergewählt       | Südtiroler Volkspartei       | 55.340  | 72,1 |
|                          | Alessandro Mauro Maestri | Polo delle Libertà (FI – LN) | 7.693   | 10,0 |
|                          | Franco Bernard           | Autonomia Democratica        | 6.310   | 8,2  |
|                          | Luigi Montali            | Alleanza Nazionale           | 5.598   | 7,3  |
|                          | Emanuela Nart Tappeiner  | Partito della Legge Naturale | 1.775   | 2,3  |
| Gesamt                   | Gesamt                   | Gesamt                       | 76.716  | 100  |
|                          |                          |                              |         |      |
| Ungültige Stimmen        | Ungültige Stimmen        | Ungültige Stimmen            | 8.740   | 10,2 |
| Wähler                   | Wähler                   | Wähler                       | 85.456  | 89,2 |
| Wahlberechtigte          | Wahlberechtigte          | Wahlberechtigte              | 95.830  |      |
|                          |                          |                              |         |      |
| Quelle: Innenministerium |                          |                              |         |      |

##### Listenstimmen
| Parteien                             | Parteien                     | Parteien                     | Stimmen | %    |
| ------------------------------------ | ---------------------------- | ---------------------------- | ------- | ---- |
|                                      | Südtiroler Volkspartei       | Südtiroler Volkspartei       | 55.492  | 70,7 |
|                                      | Polo delle Libertà           | Forza Italia                 | 5.426   | 6,9  |
| Lega Nord                            | Polo delle Libertà           | 1.908                        | 2,4     |      |
| ↳ Gesamt                             | Polo delle Libertà           | 7.334                        | 9,3     |      |
|                                      | Progressisti                 | Federazione dei Verdi        | 3.669   | 4,7  |
| Partito Democratico della Sinistra   | Progressisti                 | 1.770                        | 2,3     |      |
| Partito della Rifondazione Comunista | Progressisti                 | 568                          | 0,7     |      |
| La Rete                              | Progressisti                 | 303                          | 0,4     |      |
| Partito Socialista Italiano          | Progressisti                 | 235                          | 0,3     |      |
| ↳ Gesamt                             | Progressisti                 | 6.545                        | 8,3     |      |
|                                      | Alleanza Nazionale           | Alleanza Nazionale           | 4.900   | 6,2  |
|                                      | Autonomia Democratica        | Autonomia Democratica        | 2.039   | 2,6  |
|                                      | Patto per l’Italia           | Partito Popolare Italiano    | 1.295   | 1,6  |
|                                      | Partito della Legge Naturale | Partito della Legge Naturale | 922     | 1,2  |
| Gesamt                               | Gesamt                       | Gesamt                       | 78.527  | 100  |
|                                      |                              |                              |         |      |
| Ungültige Stimmen                    | Ungültige Stimmen            | Ungültige Stimmen            | 6.929   | 8,1  |
| Wähler                               | Wähler                       | Wähler                       | 85.456  | 89,2 |
| Wahlberechtigte                      | Wahlberechtigte              | Wahlberechtigte              | 95.830  |      |
|                                      |                              |                              |         |      |
| Quelle: Innenministerium             |                              |                              |         |      |

#### Parlamentswahl 1996

##### Direktstimmen
| Kandidaten               | Kandidaten              | Parteien                     | Stimmen | %    |
| ------------------------ | ----------------------- | ---------------------------- | ------- | ---- |
|                          | Karl Zellergewählt      | Südtiroler Volkspartei       | 50.473  | 65,9 |
|                          | Paolo Deflorian         | Polo per le Libertà          | 10.080  | 13,2 |
|                          | Marco Dalbosco          | L’Ulivo                      | 7.529   | 9,8  |
|                          | Andreas Pöder           | Union für Südtirol           | 7.190   | 9,4  |
|                          | Emanuela Nart Tappeiner | Partito della Legge Naturale | 1.283   | 1,7  |
| Gesamt                   | Gesamt                  | Gesamt                       | 76.555  | 100  |
|                          |                         |                              |         |      |
| Ungültige Stimmen        | Ungültige Stimmen       | Ungültige Stimmen            | 6.317   | 7,6  |
| Wähler                   | Wähler                  | Wähler                       | 82.872  | 85,1 |
| Wahlberechtigte          | Wahlberechtigte         | Wahlberechtigte              | 97.417  |      |
|                          |                         |                              |         |      |
| Quelle: Innenministerium |                         |                              |         |      |

##### Listenstimmen
| Parteien                           | Parteien                             | Parteien                                          | Stimmen | %    |
| ---------------------------------- | ------------------------------------ | ------------------------------------------------- | ------- | ---- |
|                                    | L’Ulivo – SVP                        | Popolari per Prodi (PPI – SVP – PRI – UD – Prodi) | 19.795  | 31,2 |
| Rinnovamento Italiano              | L’Ulivo – SVP                        | 5.392                                             | 8,5     |      |
| Federazione dei Verdi              | L’Ulivo – SVP                        | 3.464                                             | 5,5     |      |
| Partito Democratico della Sinistra | L’Ulivo – SVP                        | 2.255                                             | 3,6     |      |
| ↳ Gesamt                           | L’Ulivo – SVP                        | 30.906                                            | 48,7    |      |
|                                    | Union für Südtirol                   | Union für Südtirol                                | 16.603  | 26,2 |
|                                    | Polo per le Libertà                  | Alleanza Nazionale                                | 5.357   | 8,4  |
| Forza Italia                       | Polo per le Libertà                  | 4.811                                             | 7,6     |      |
| CCD – CDU                          | Polo per le Libertà                  | 801                                               | 1,3     |      |
| ↳ Gesamt                           | Polo per le Libertà                  | 10.969                                            | 17,3    |      |
|                                    | Lega Nord                            | Lega Nord                                         | 2.345   | 3,7  |
|                                    | Partito della Legge Naturale         | Partito della Legge Naturale                      | 1.712   | 2,7  |
|                                    | Partito della Rifondazione Comunista | Partito della Rifondazione Comunista              | 910     | 1,4  |
| Gesamt                             | Gesamt                               | Gesamt                                            | 63.445  | 100  |
|                                    |                                      |                                                   |         |      |
| Ungültige Stimmen                  | Ungültige Stimmen                    | Ungültige Stimmen                                 | 19.426  | 23,4 |
| Wähler                             | Wähler                               | Wähler                                            | 82.871  | 85,1 |
| Wahlberechtigte                    | Wahlberechtigte                      | Wahlberechtigte                                   | 97.417  |      |
|                                    |                                      |                                                   |         |      |
| Quelle: Innenministerium           |                                      |                                                   |         |      |

#### Parlamentswahl 2001

##### Direktstimmen
| Kandidaten               | Kandidaten         | Parteien               | Stimmen | %    |
| ------------------------ | ------------------ | ---------------------- | ------- | ---- |
|                          | Karl Zellergewählt | Südtiroler Volkspartei | 55.784  | 73,3 |
|                          | Mauro Minniti      | Casa delle Libertà     | 9.987   | 13,1 |
|                          | Vanda Carbone      | L’Ulivo                | 8.790   | 11,5 |
|                          | Michele Ferretti   | Lista Di Pietro        | 1.561   | 2,1  |
| Gesamt                   | Gesamt             | Gesamt                 | 76.122  | 100  |
|                          |                    |                        |         |      |
| Ungültige Stimmen        | Ungültige Stimmen  | Ungültige Stimmen      | 7.446   | 8,9  |
| Wähler                   | Wähler             | Wähler                 | 83.568  | 82,5 |
| Wahlberechtigte          | Wahlberechtigte    | Wahlberechtigte        | 101.246 |      |
|                          |                    |                        |         |      |
| Quelle: Innenministerium |                    |                        |         |      |

##### Listenstimmen
| Parteien                               | Parteien                             | Parteien                             | Stimmen | %    |
| -------------------------------------- | ------------------------------------ | ------------------------------------ | ------- | ---- |
|                                        | Südtiroler Volkspartei               | Südtiroler Volkspartei               | 52.688  | 69,6 |
|                                        | L’Ulivo                              | Il Girasole (FdV – SDI)              | 4.847   | 6,4  |
| La Margherita (Dem – PPI – RI – Udeur) | L’Ulivo                              | 3.912                                | 5,2     |      |
| Democratici di Sinistra                | L’Ulivo                              | 1.351                                | 1,8     |      |
| Partito dei Comunisti Italiani         | L’Ulivo                              | 156                                  | 0,2     |      |
| ↳ Gesamt                               | L’Ulivo                              | 10.266                               | 13,6    |      |
|                                        | Casa delle Libertà                   | Forza Italia                         | 4.837   | 6,4  |
| Alleanza Nazionale                     | Casa delle Libertà                   | 4.636                                | 6,1     |      |
| Lega Nord                              | Casa delle Libertà                   | 430                                  | 0,6     |      |
| CCD – CDU                              | Casa delle Libertà                   | 193                                  | 0,3     |      |
| ↳ Gesamt                               | Casa delle Libertà                   | 10.096                               | 13,3    |      |
|                                        | Lista Di Pietro                      | Lista Di Pietro                      | 1.251   | 1,7  |
|                                        | Partito della Rifondazione Comunista | Partito della Rifondazione Comunista | 688     | 0,9  |
|                                        | Lista Emma Bonino                    | Lista Emma Bonino                    | 595     | 0,8  |
|                                        | Democrazia Europea                   | Democrazia Europea                   | 117     | 0,2  |
|                                        | Abolizione Scorporo                  | Abolizione Scorporo                  | 21      | 0,0  |
| Gesamt                                 | Gesamt                               | Gesamt                               | 75.722  | 100  |
|                                        |                                      |                                      |         |      |
| Ungültige Stimmen                      | Ungültige Stimmen                    | Ungültige Stimmen                    | 7.849   | 9,4  |
| Wähler                                 | Wähler                               | Wähler                               | 83.571  | 82,5 |
| Wahlberechtigte                        | Wahlberechtigte                      | Wahlberechtigte                      | 101.246 |      |
|                                        |                                      |                                      |         |      |
| Quelle: Innenministerium               |                                      |                                      |         |      |

## Von 2017 bis 2020

### Wahlkreisgebiet
| Wahlkreise – Camera dei deputati – Trentino-Südtirol | Wahlkreise – Camera dei deputati – Trentino-Südtirol | Wahlkreise – Camera dei deputati – Trentino-Südtirol                           |
| Provinz                                              | Provinz                                              | Gemeinden nach Provinzen ⮞ Wahlkreis                                           |
| ---------------------------------------------------- | ---------------------------------------------------- | ------------------------------------------------------------------------------ |
|                                                      | Südtirol (116 Gemeinden)                             | 18 ⮞ Wahlkreis Bozen 54 ⮞ Wahlkreis Brixen 44 ⮞ Wahlkreis Meran                |
|                                                      | Trentino (177 Gemeinden)                             | 69 ⮞ Wahlkreis Trient 50 ⮞ Wahlkreis Rovereto 58 ⮞ Wahlkreis Pergine Valsugana |

Der Wahlkreis umfasste 44 Gemeinden: Algund (Lagundo), Andrian (Andriano), Burgstall (Postal), Gargazon (Gargazzone), Glurns (Glorenza), Graun im Vinschgau (Curon Venosta), Hafling (Avelengo), Jenesien (San Genesio Atesino), Kastelbell-Tschars (Castelbello-Ciardes), Kuens (Caines), Laas (Lasa), Lana (Lana), Latsch (Laces), Laurein (Lauregno), Mals (Malles Venosta), Marling (Marlengo), Martell (Martello), Meran (Merano), Mölten (Meltina), Moos in Passeier (Moso in Passiria), Nals (Nalles), Naturns (Naturno), Partschins (Parcines), Plaus (Plaus), Prad am Stilfserjoch (Prato allo Stelvio), Proveis (Proves), Riffian (Rifiano), Sarntal (Sarentino), Schenna (Scena), Schlanders (Silandro), Schluderns (Sluderno), Schnals (Senales), St. Leonhard in Passeier (San Leonardo in Passiria), St. Martin in Passeier (San Martino in Passiria), St. Pankraz (San Pancrazio), Stilfs (Stelvio), Taufers im Münstertal (Tubre), Terlan (Terlano), Tirol (Tirolo), Tisens (Tesimo), Tscherms (Cermes), Ulten (Ultimo), Unsere Liebe Frau im Walde-St. Felix (Senale-San Felice) und Vöran (Verano).

### Wahlergebnisse

#### Parlamentswahl 2018
| Kandidaten               | Kandidaten               | Stimmen | %    | Listen                   | Stimmen | %    |
| ------------------------ | ------------------------ | ------- | ---- | ------------------------ | ------- | ---- |
|                          | Albrecht Planggergewählt | 41.643  | 61,2 | Südtiroler Volkspartei   | 41.643  | 61,2 |
|                          | Ambra Giovanazzi         | 8.744   | 12,8 | Lega                     | 4.964   | 7,3  |
| Forza Italia             | Ambra Giovanazzi         | 8.744   | 12,8 | 2.729                    | 4,0     |      |
| Fratelli d’Italia        | Ambra Giovanazzi         | 8.744   | 12,8 | 773                      | 1,1     |      |
| Noi con l’Italia – UDC   | Ambra Giovanazzi         | 8.744   | 12,8 | 278                      | 0,4     |      |
|                          | Francesca Morrone        | 7.215   | 10,6 | Movimento 5 Stelle       | 7.215   | 10,6 |
|                          | Giorgio Balzarini        | 5.188   | 7,6  | Partito Democratico      | 4.081   | 6,0  |
| +Europa                  | Giorgio Balzarini        | 5.188   | 7,6  | 518                      | 0,8     |      |
| Italia Europa Insieme    | Giorgio Balzarini        | 5.188   | 7,6  | 344                      | 0,5     |      |
| Civica Popolare          | Giorgio Balzarini        | 5.188   | 7,6  | 245                      | 0,4     |      |
|                          | Vanda Carbone            | 2.646   | 3,9  | Liberi e Uguali          | 2.646   | 3,9  |
|                          | Norbert Klotz            | 912     | 1,3  | Partito Valore Umano     | 912     | 1,3  |
|                          | David Augscheller        | 726     | 1,1  | Potere al Popolo!        | 726     | 1,1  |
|                          | Julie Christina Bonke    | 506     | 0,7  | CasaPound Italia         | 506     | 0,7  |
|                          | Silvia Pardalesi         | 494     | 0,7  | Il Popolo della Famiglia | 494     | 0,7  |
| Gesamt                   | Gesamt                   | 68.074  | 100  |                          | 68.074  | 100  |
|                          |                          |         |      |                          |         |      |
| Ungültige Stimmen        | Ungültige Stimmen        | 7.736   | 10,2 |                          |         |      |
| Wähler                   | Wähler                   | 75.810  | 65,4 |                          |         |      |
| Wahlberechtigte          | Wahlberechtigte          | 115.942 |      |                          |         |      |
|                          |                          |         |      |                          |         |      |
| Quelle: Innenministerium |                          |         |      |                          |         |      |